# Smiths Station (Alabama)
Smiths Station es una ciudad ubicada en el condado de Lee, Alabama, Estados Unidos. Según el censo de 2020, tiene una población de 5384 habitantes.
Es parte del área metropolitana de la ciudad de Columbus, Georgia. Es una ciudad dormitorio de Columbus y de Phenix City.

## Geografía
La localidad está ubicada en las coordenadas 32°30′26″N 85°4′52″O / 32.50722, -85.08111 (32.507159, -85.081075). Según la Oficina del Censo de los Estados Unidos, Smiths Station tiene una superficie total de 21.41 km², de la cual 21.34 km² corresponden a tierra firme y 0.07 km² es agua.

## Demografía
Según el censo de 2020, hay 5384 personas residiendo en Smiths Station. La densidad de población es de 252.30 hab./km². El 73.66% son blancos, el 18.67% son afroamericanos, el 0.28% son amerindios, el 0.74% son asiáticos, el 0.04% son isleños del Pacífico, el 1.08% son de otras razas y el 5.53% son de una mezcla de razas. Del total de la población, el 4.07% son hispanos o latinos de cualquier raza.